# Bad Herrenalb
Bad Herrenalb is een plaats in de Duitse deelstaat Baden-Württemberg, en maakt deel uit van het Landkreis Calw. De plaats ligt in het dal van de beek de Alb op een plaats waar een aantal dalen samenkomen.
Bad Herrenalb telt 8.085 inwoners. Bad Herrenalb trekt als kuuroord veel toeristen.

## Geschiedenis
In 1149 wordt de Cisterciënzerabdij Alba Dominorum gesticht. Deze was gelegen aan de Alb. Rondom dit klooster ontstond een nederzetting. Aan het einde van de middeleeuwen is de grote bloeiperiode van dit klooster en heeft het bezittingen over het noordelijke deel van het Zwarte Woud. De plaats behoort toe aan Württemberg en ligt op de grens met Baden. Na het aanboren mineraalwater van zo’n 30 graden op 600 meter diepte in 1971 wordt er Bad voor de plaatsnaam geplaatst. In de bossen rondom de plaats staan tegenwoordig nog richtingaanwijzers met de oude naam Herrenalb.

## Bereikbaarheid
Bad Herrenalb is met een S-Bahnlijn verbonden met het treinstation van Karlsruhe. Deze lijn rijdt in Karlsruhe over de straat, waarna het dal van de Alb gevolgd wordt en de verbinding meer het karakter van een stoptrein krijgt. Verder zijn er busverbindingen met Baden-Baden, Dobel, Calw, Bad Wildbad, Ettlingen en Gaistal.

## Faciliteiten
- Kuurbad nabij het station
- Verscheidene hotels
- Camping
- Een negen holes golfbaan net buiten de plaats
- Midgetgolf in het midden van de plaats
- Park met bijzondere bomen inclusief naambordjes
- Verschillende bewegwijzerde wandelroutes
- Enkele houten blokhutten aan de wandelroutes
- Enkele barbecueplaatsen in de bossen
- Skipiste voor alpineskiën
- Loipes voor langlaufen
- Quellen-Erlebnispfad, een route van enkele kilometers stroomopwaarts langs de Alb, waarbij op verschillende plaatsen langs de route informatie is over waterbronnen.
- Klosterpfad, een wandelpad van zo'n vijf kilometer lengte tussen het oude kloosterplein in Bad Herrenalb en de kloosterruïne in Frauenalb. Er staan op de route zo'n acht zuilen waarin een aantal kloosterzaken tentoongesteld worden. Halverwege de route is een houten wachthuisje nagebouwd op de oude grens tussen Württemberg en Baden.
- Naturerlebnispfad

## Bezienswaardigheden

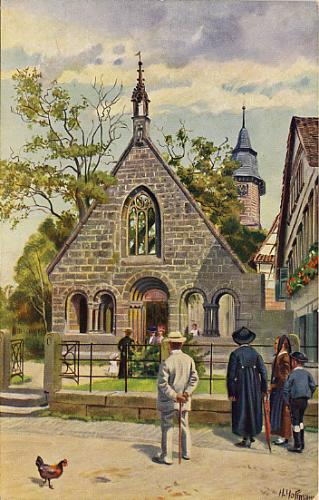
Voorhal van de kloosterkerk omstreeks 1900

In het midden van Bad Herrenalb zijn de resten te vinden van het in jaar 1536 verlaten klooster: de hoektoren (tegenwoordig het raadhuis), de ruïne van de voorhal van de kloosterkerk (in 2010 gerenoveerd), een stenen kloosterschuur en verder onder meer muurresten. Vijf kilometer stroomopwaarts de Alb is een authentieke zaagmolen uit het jaar 1699 te vinden. Het is een door water aangedreven bovenslagmolen met enkele zaag.

## Gemeente
De gemeente bestaat uit de volgende plaatsen en stadsdelen (tot in de jaren 70 zelfstandige gemeenten):
- Bad Herrenalb (met Aschenhütte, Gaistal, Kullenmühle, Steinhäusle en Zieflesberg)
- Bernbach (bij dit dorp ligt de berg Bernstein)
- Neusatz
- Rotensol

| Bernbach | Rotensol | Neusatz |
| -------- | -------- | ------- |

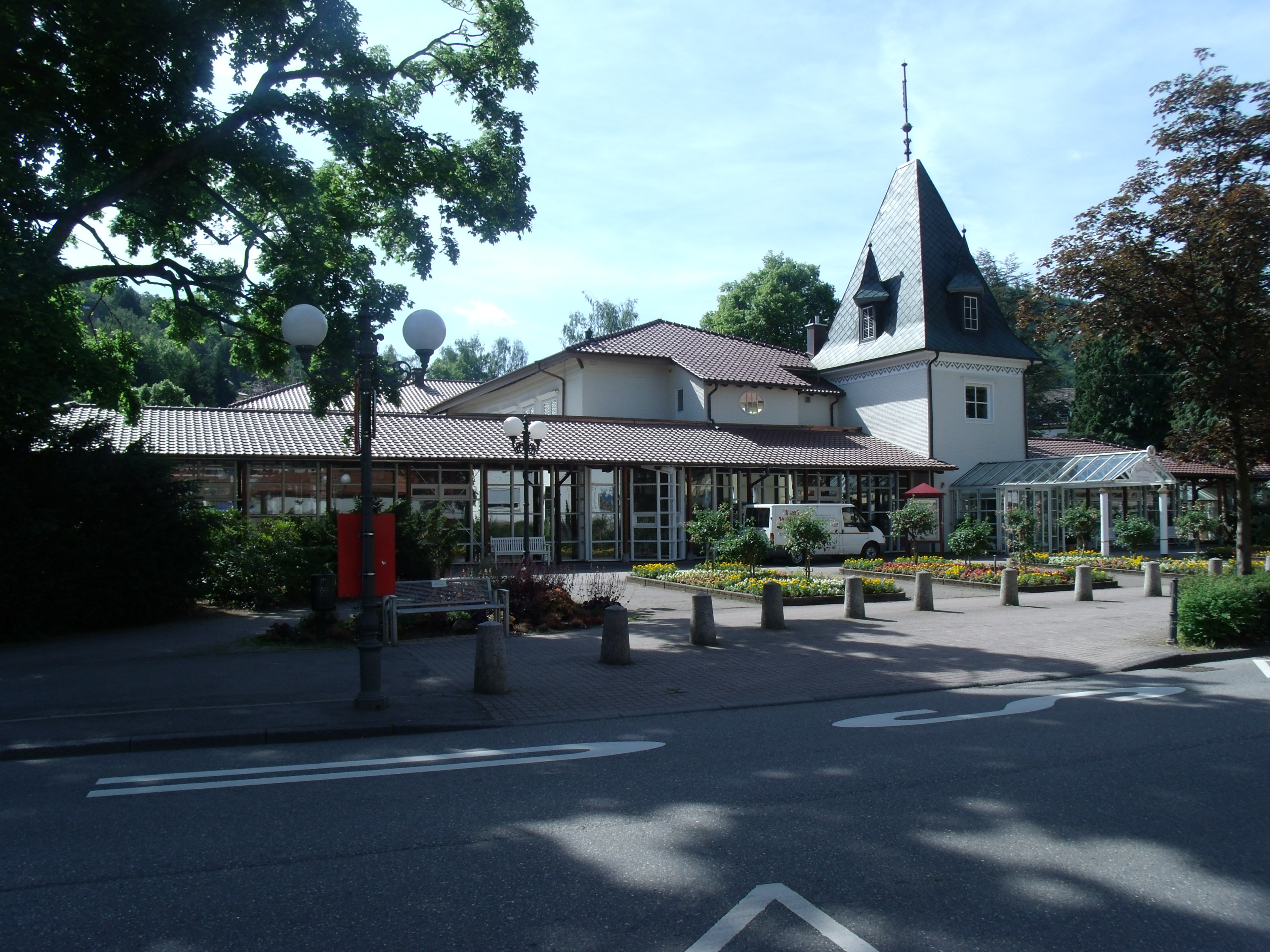
Kurhaus
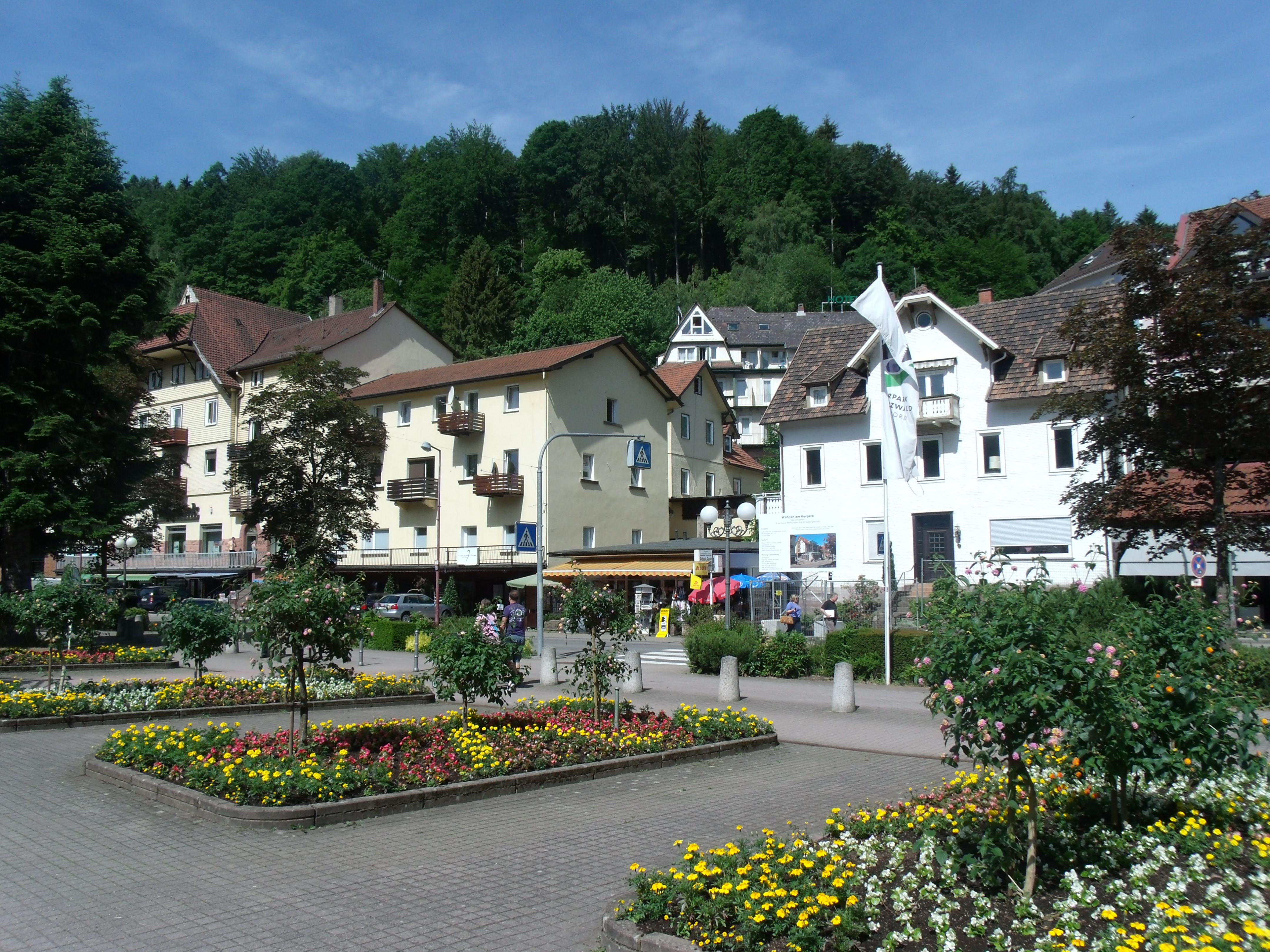
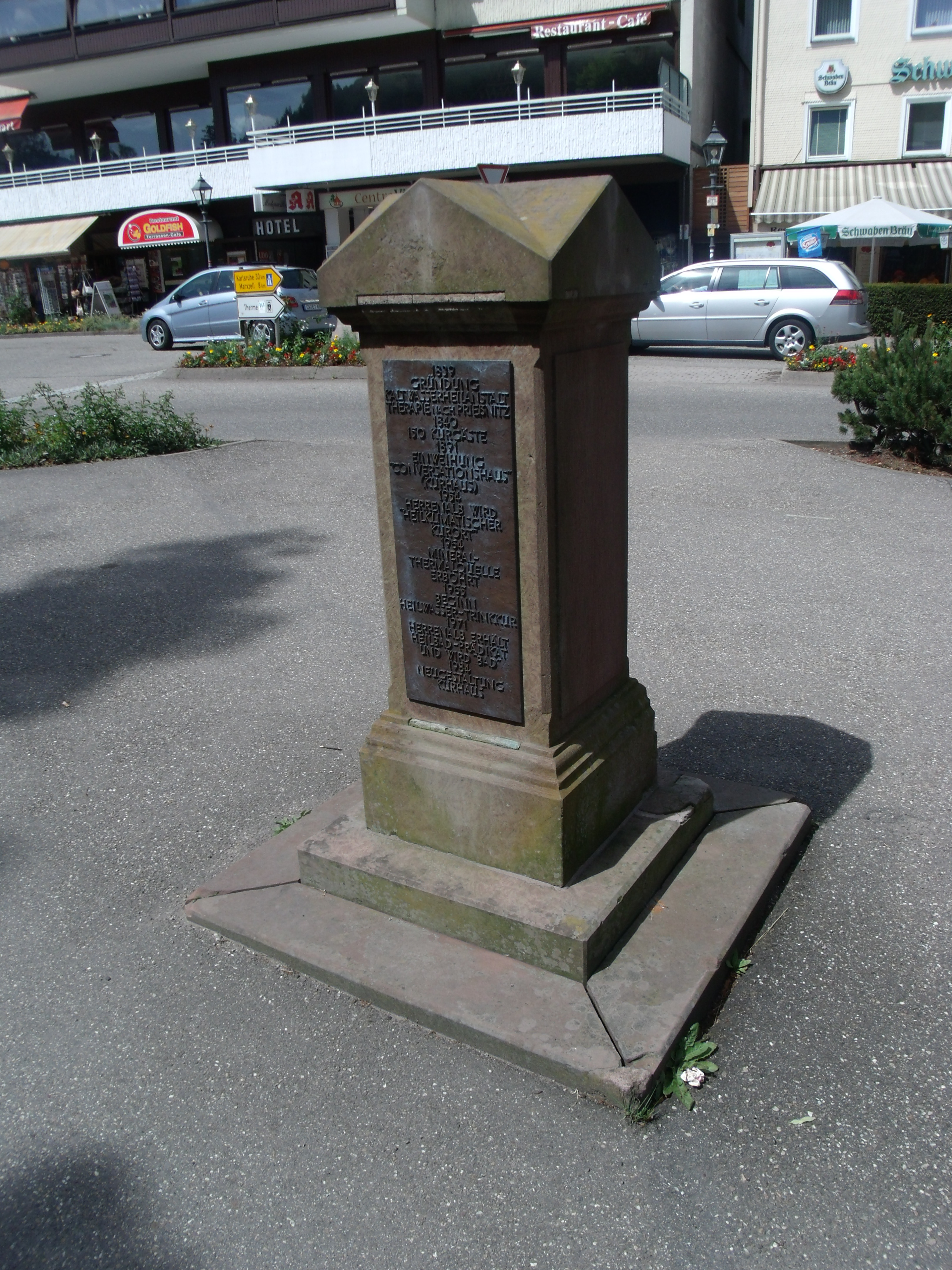
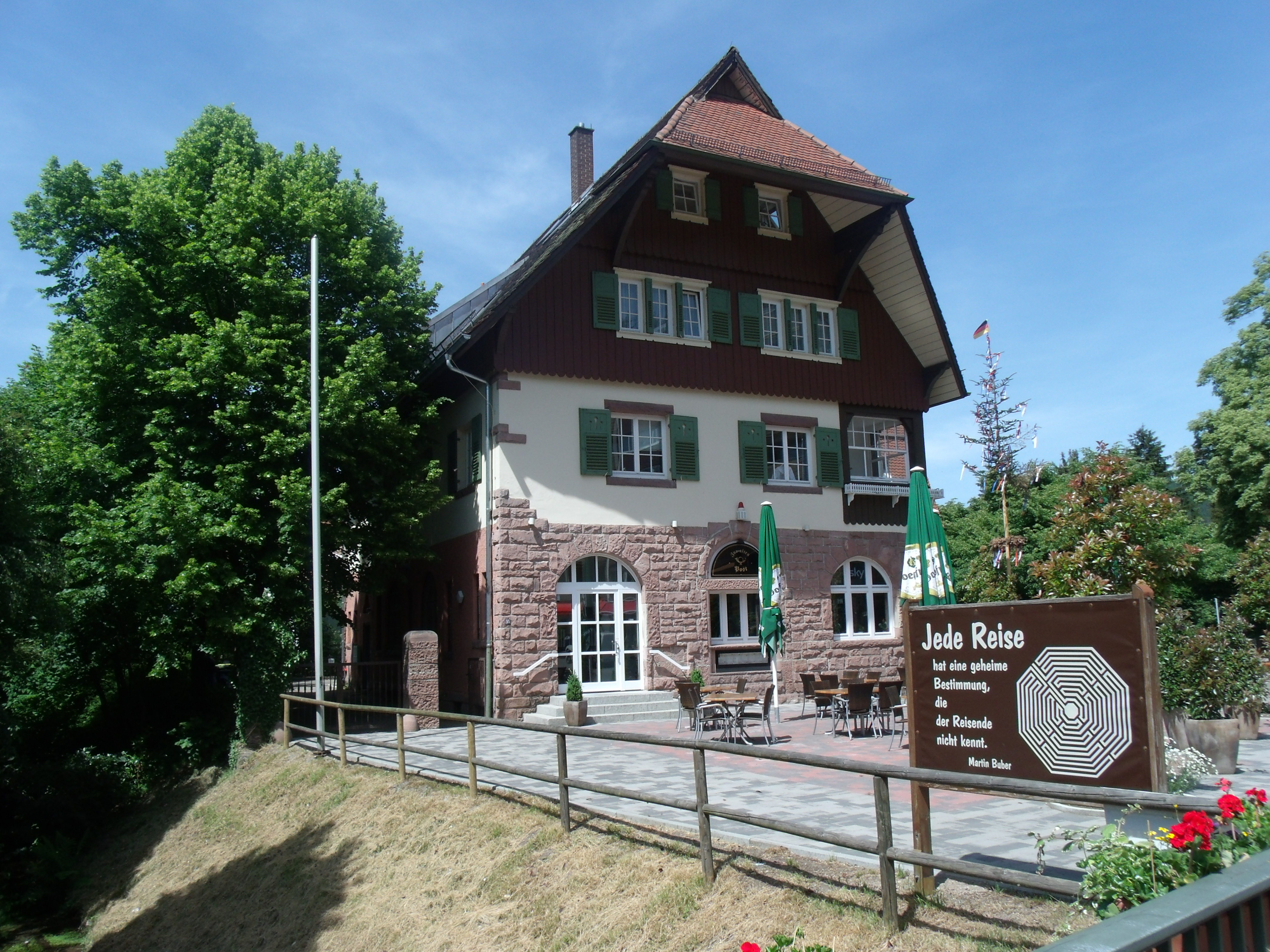
Gastatte Zur alte Post
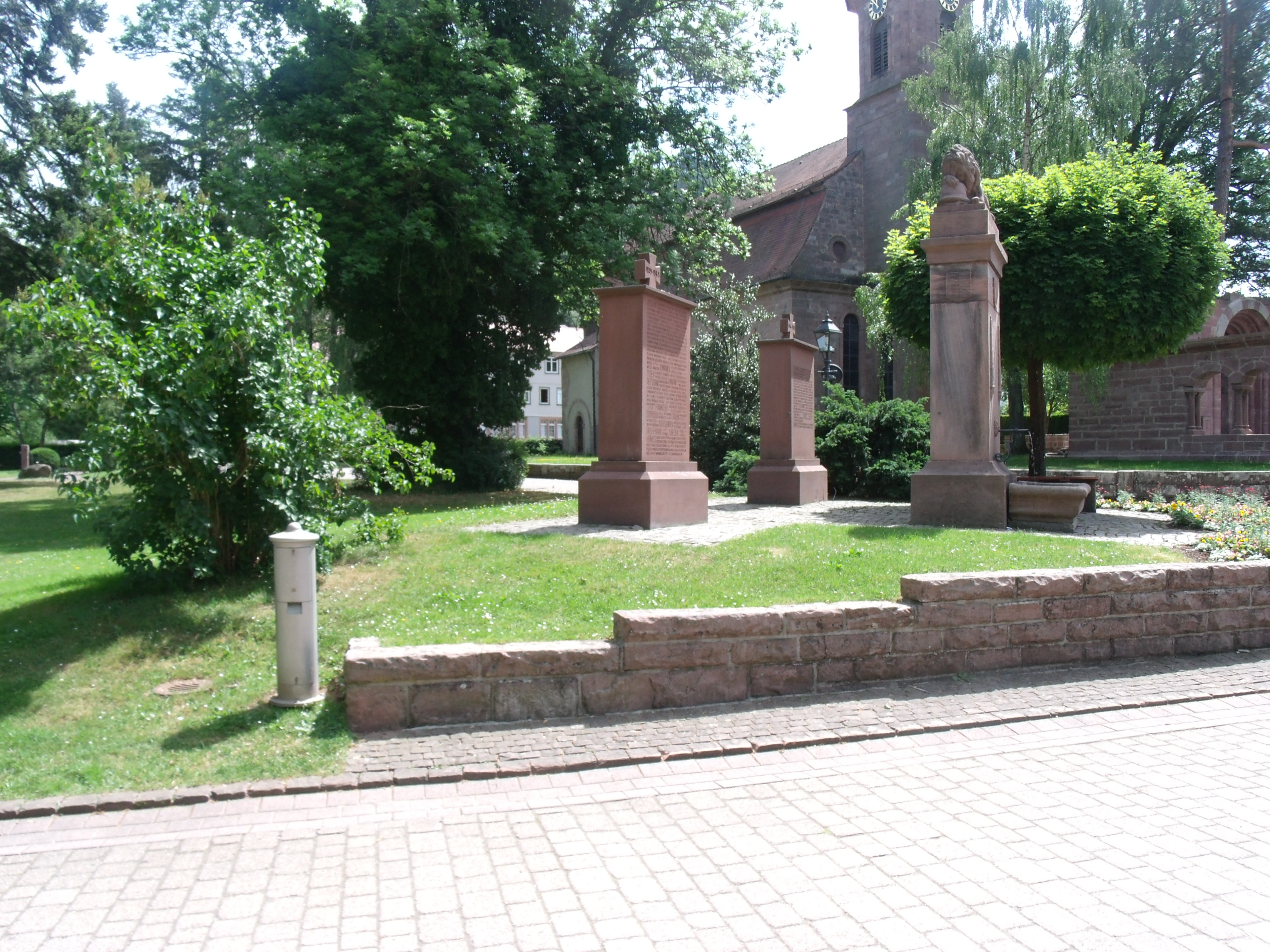
Oorlogsmonumenten Eerste en Tweede Wereldoorlog bij de Evangelische Klosterkirche (Kloosterkerk) en ruïne
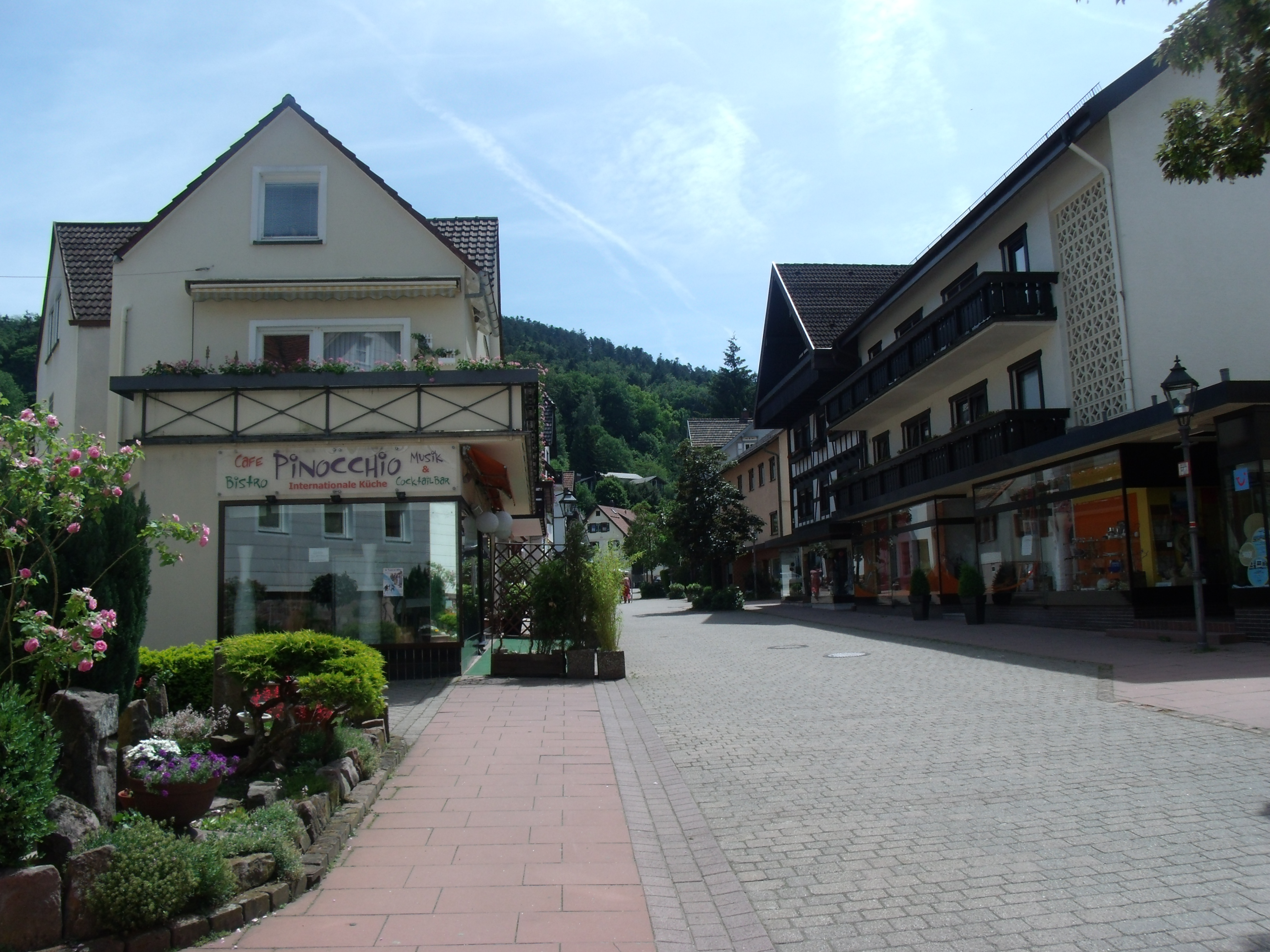
Am Kloster
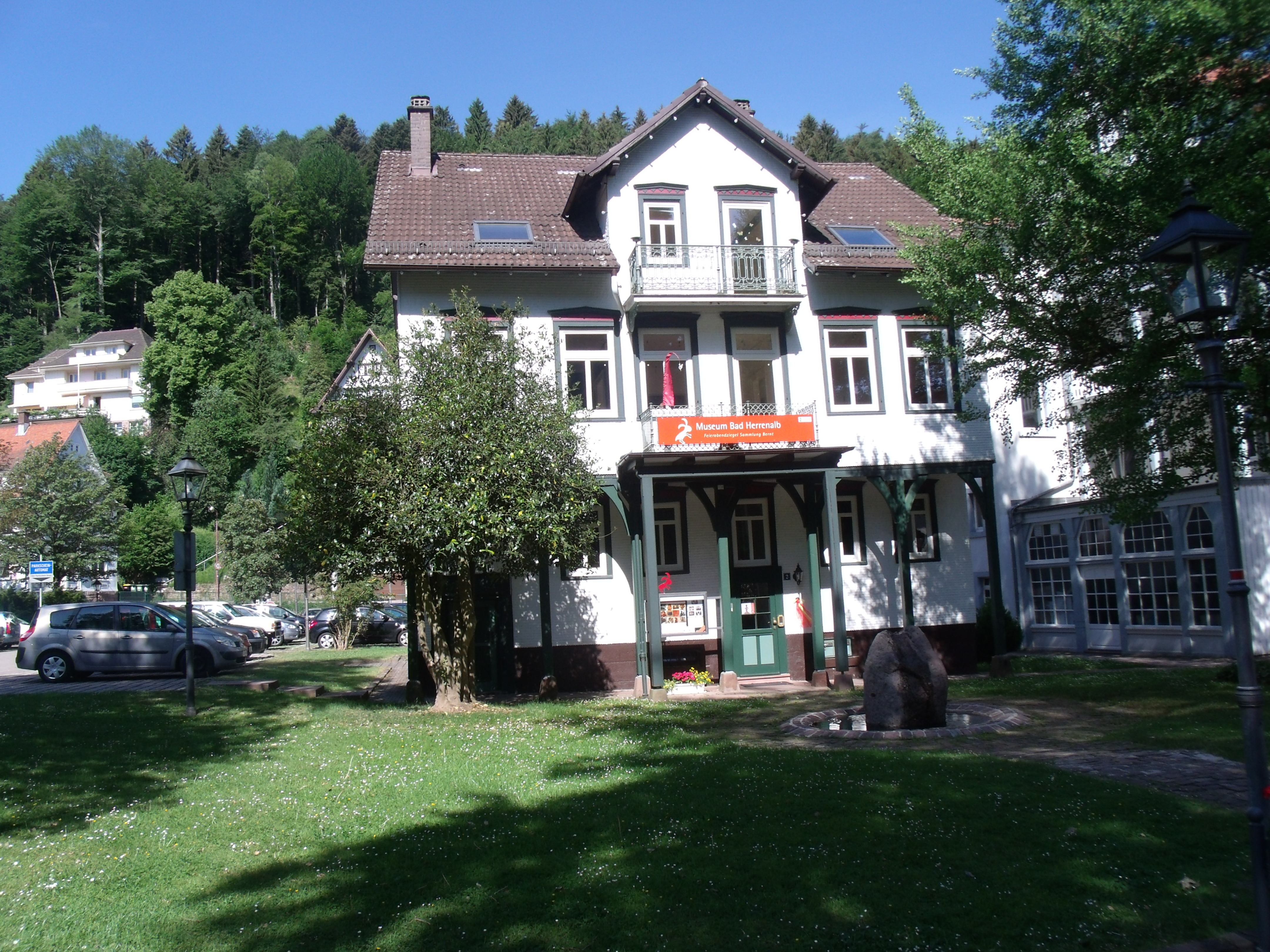
Museum
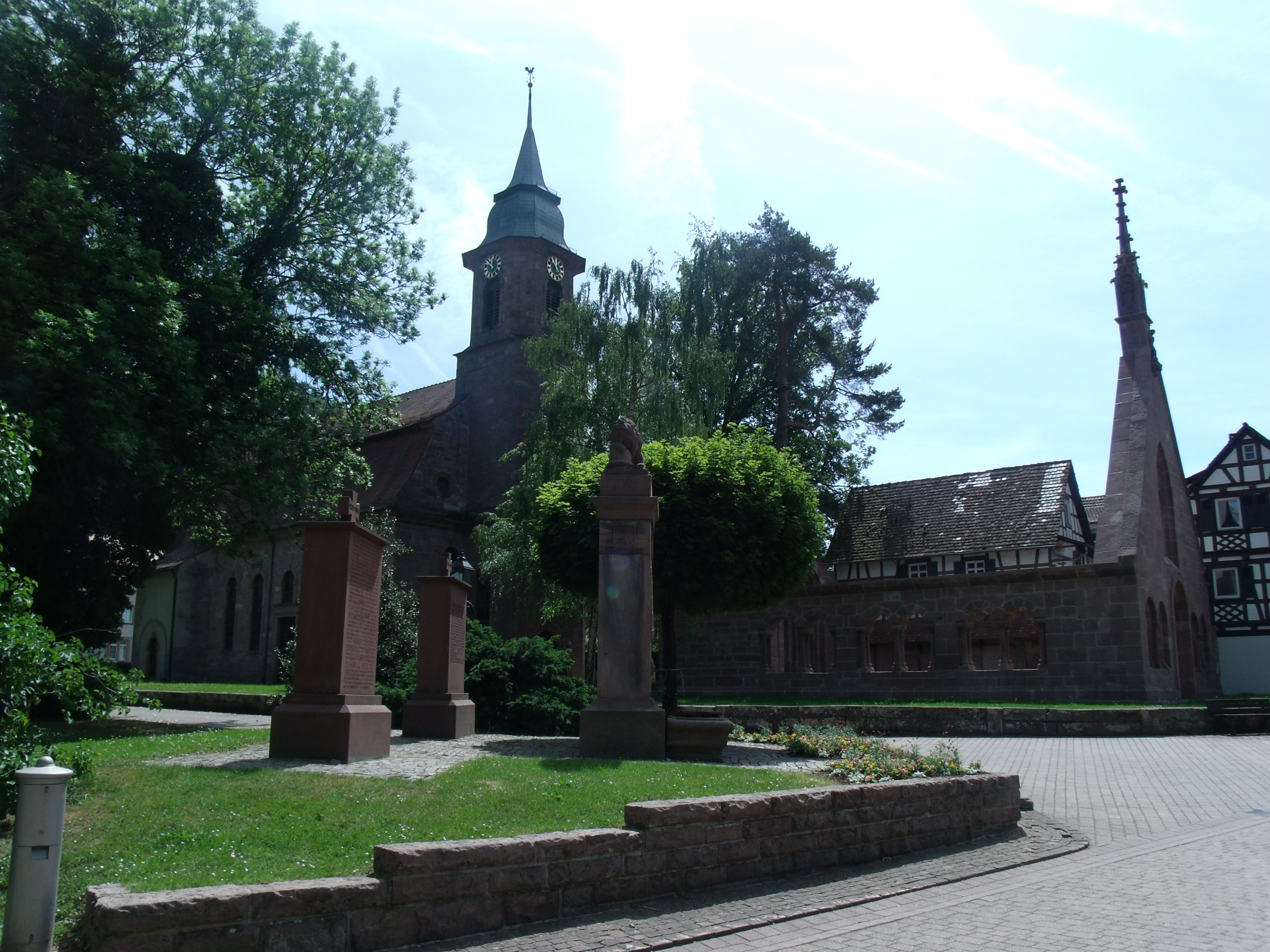
Evangelische Klosterkirche (Kloosterkerk) met ruïne van de v.m. R.K. Cisterzienser Klooster
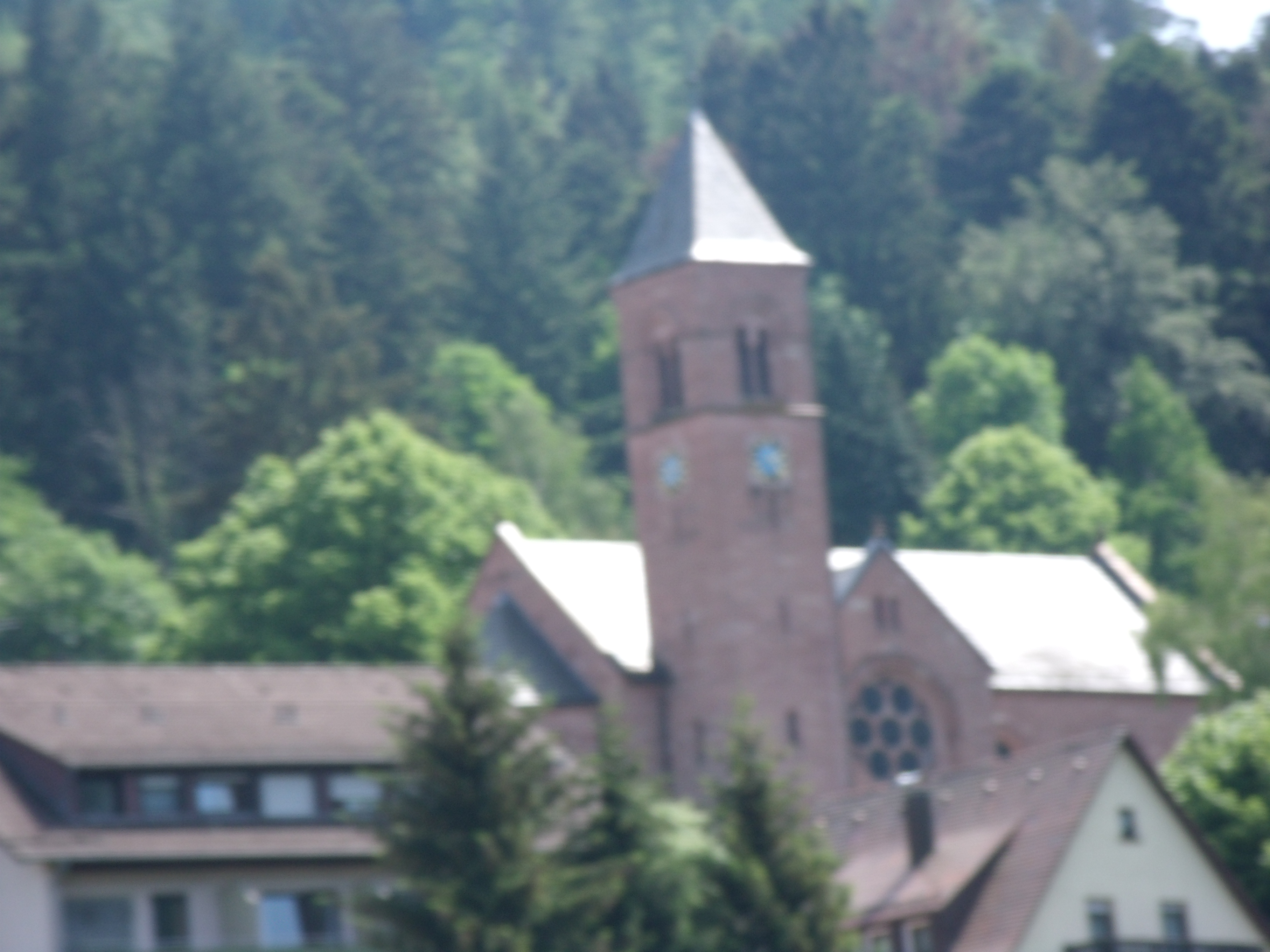
R.K. Kerk St.Bernard

Altensteig ·
Althengstett ·
Bad Herrenalb ·
Bad Liebenzell ·
Bad Teinach-Zavelstein ·
Bad Wildbad ·
Calw ·
Dobel ·
Ebhausen ·
Egenhausen ·
Enzklösterle ·
Gechingen ·
Haiterbach ·
Höfen an der Enz ·
Nagold ·
Neubulach ·
Neuweiler ·
Oberreichenbach ·
Ostelsheim ·
Rohrdorf ·
Schömberg ·
Simmersfeld ·
Simmozheim ·
Unterreichenbach ·
Wildberg